# دونكان ثورنتون
دونكان ثورنتون هو كاتب وكاتب للأطفال كندي، ولد في 14 يونيو 1962.